# In the Closet
In the Closet è una canzone del cantautore statunitense Michael Jackson estratta il 27 aprile 1992 come terzo singolo dall'album Dangerous del 1991.
Diventò il terzo singolo consecutivo estratto dall'album ad entrare nella top ten statunitense, raggiungendo il numero 6 della Billboard Hot 100, diventando inoltre il secondo singolo estratto dall'album a raggiungere la numero 1 della Hot R&B/Hip Hop Songs e raggiungendo anche la numero 1 della Dance Chart.
Nel 2006 la canzone è rientrata in classifica grazie alla ripubblicazione dei principali singoli di Jackson nel cofanetto in DualDisc Visionary.

## Descrizione

### Composizione
La canzone è stata scritta da Michael Jackson e da Teddy Riley e parla di una relazione tra due persone che deve essere mantenuta segreta ("in the closet", letteralmente "nell'armadio", è un modo di dire inglese utilizzato per descrivere qualcosa che va' tenuto a tutti i costi segreto). A causa del suo testo provocatorio e sessualmente esplicito, la canzone è considerata una delle più sessualmente allusive scritte e interpretate da Jackson in tutta la sua carriera.

### Collaborazione con la Principessa Stefania di Monaco

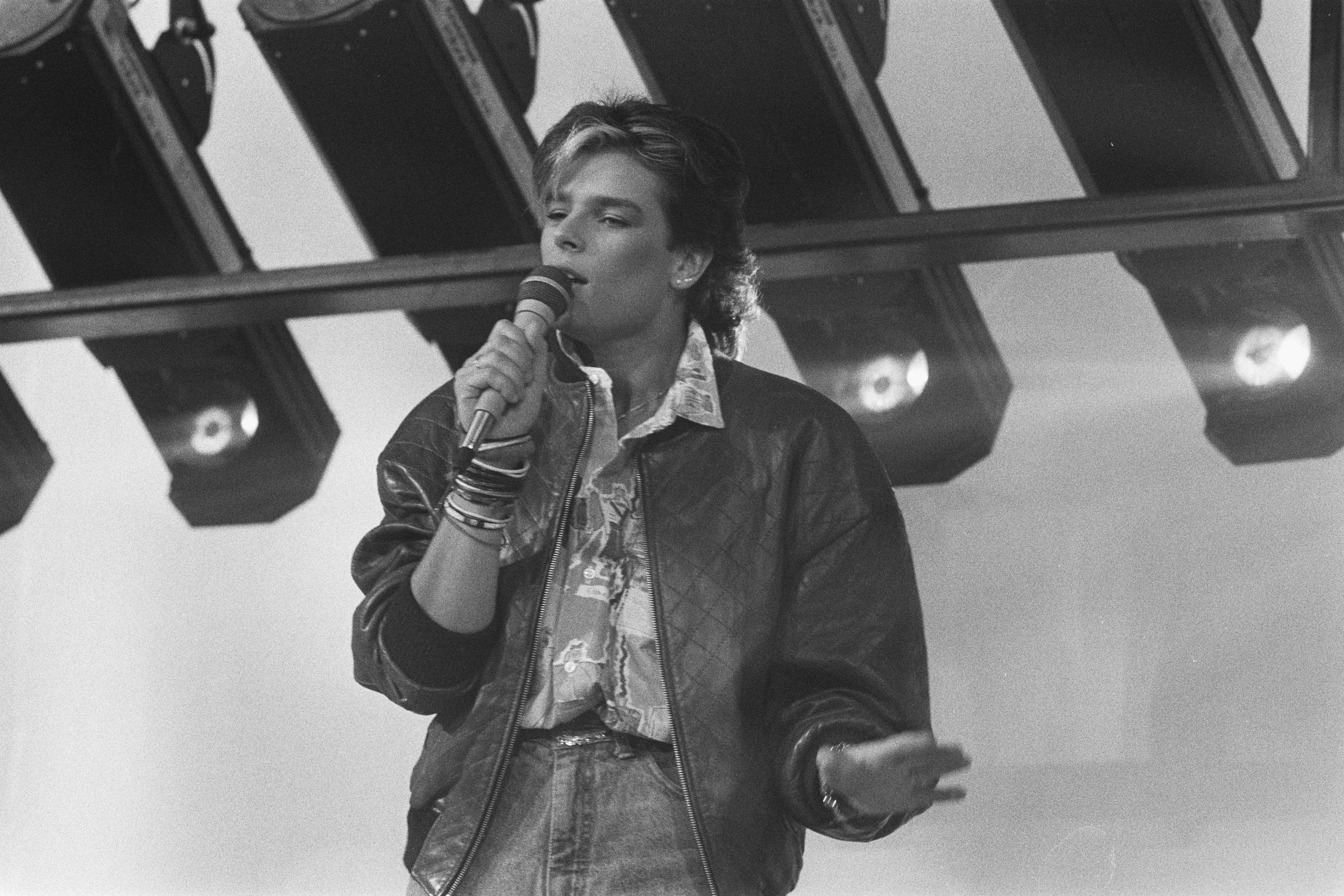
La Principessa Stéphanie, qui in una sua esibizione, duetta con Jackson nella canzone

La voce di donna nella versione album del brano è stata registrata dalla Principessa Stéphanie di Monaco, allora lanciata verso una carriera musicale, che prese il posto di Madonna, che rifiutò di duettare con Jackson. Naomi Campbell appare invece nella versione video. Per creare mistero attorno alla canzone e per problemi di contratti discografici con le diverse etichette musicali, nel libretto dell'album la Principessa venne accreditata come "Mystery Girl". Il mistero si sarebbe svelato con il videoclip dove avrebbero cantato insieme. Ma quando il video apparve su Mtv, con Jackson c'era Naomi Campbell. La Principessa commentò così il mancato accredito nel libretto dell'album Dangerous e la mancata apparizione nel videoclip:
(Stéphanie di Monaco, intervista con Io Donna, 2013)

### La mancata collaborazione con Madonna
In The Closet era stata originariamente concepita da Jackson come un duetto tra lui e Madonna e avrebbe dovuto essere il primo singolo estratto dall'album. Come tradizione per Jackson dall'album Thriller (1982) in poi, ogni suo album era anticipato da un duetto: per Thriller fu The Girl Is Mine con Paul McCartney; per Bad fu I Just Can't Stop Loving You con Siedah Garrett; per HIStory sarebbe stato il duetto Scream con la sorella Janet Jackson.

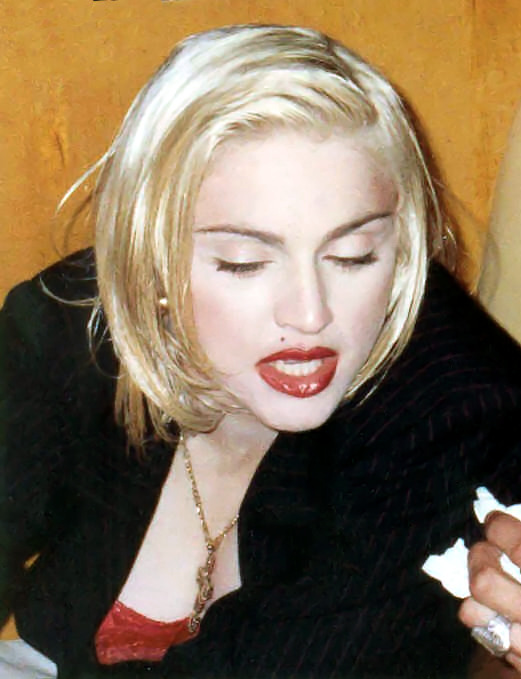
Madonna nel settembre 1990

Jackson invitò così Madonna in studio di registrazione tra il marzo e l'aprile del 1991 e i due vennero fotografati insieme per le strade di Los Angeles da alcuni paparazzi e i tabloid iniziarono a parlare di un possibile flirt tra i due, una trovata pubblicitaria creata a tavolino dall'allora manager di entrambi, Sandy Gallin, atta ad attirare l'attenzione sulla futura possibile pubblicazione del singolo. In un'intervista del 1992 con il giornalista britannico Jonathan Ross, Madonna ha affermato di aver lavorato sul testo della canzone, scritta in precedenza da Jackson, ma quando presentò il lavoro a lui questi giudicò il testo troppo provocatorio per i suoi gusti. Anche l'idea di Madonna di girare un video per la canzone dove Jackson avrebbe dovuto vestire i panni di una donna e lei quelli di un uomo non convinse Jackson che, pare anche su consiglio della sorella Janet, bocciò l'intero progetto. Madonna quindi si tirò definitivamente indietro e Jackson chiese di far interpretare la parte femminile alla Principessa Stefania di Monaco.
Madonna dichiarò in un'intervista:
(Madonna, 1992)

## Promozione

### Il video

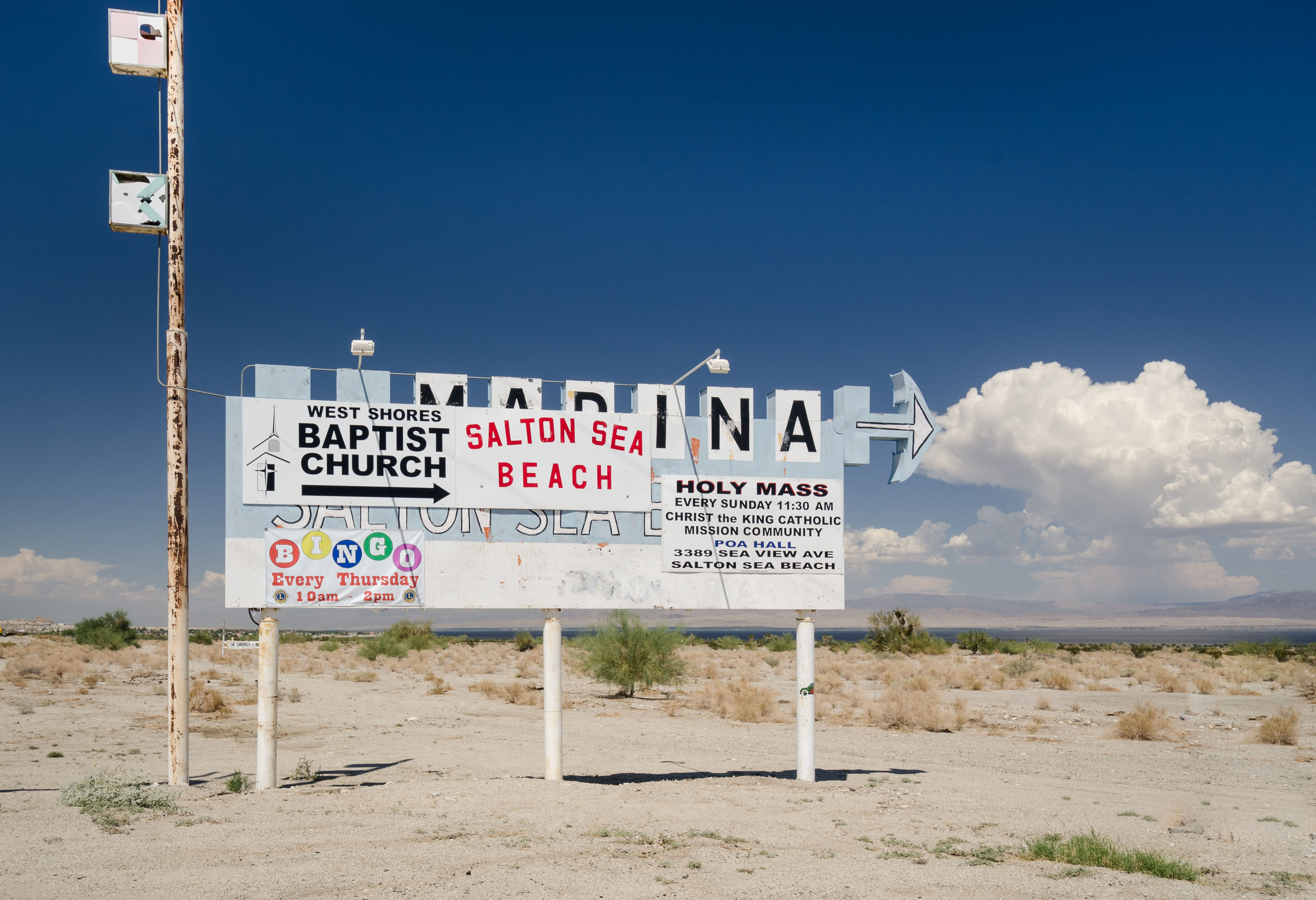
Un cartello nei pressi dei luoghi delle riprese a Salton Sea Beach, California.

Il videoclip della canzone fu girato nel marzo 1992 nel deserto di Salton Sea Beach in California dal fotografo e regista Herb Ritts con l'utilizzo della tecnica del color seppia, e con la partecipazione della supermodella Naomi Campbell, che appariva in un sensuale ballo con il cantante.
Ritts aveva già realizzato un servizio fotografico con Jackson nel 1991 per lanciare l'album Dangerous, dove il cantante appariva per la prima volta coi capelli lisci tirati indietro e raccolti in un codino e con una canottiera bianca. Le foto divennero così celebri che uno degli scatti di Ritts che ritraevano Jackson col suo nuovo look finì sulla copertina della rivista Rolling Stone nel gennaio del 1992. A Jackson piacquero così tanto le fotografie scattate da Ritts che per il video della canzone volle ricalcare lo stesso identico look.
Il video venne pubblicato per la prima volta nel 1993 all'interno della raccolta di video dell'album Dangerous intitolata Dangerous: The Short Films in VHS (negli anni seguenti anche in DVD), accompagnato anche da un breve making of. Nel 2006 venne ripubblicato su DualDisc nel cofanetto Visionary: The Video Singles. Nel 2010 fu ancora ripubblicato ma in versione rimasterizzata nella raccolta di video su DVD Michael Jackson's Vision.

### Esibizioni dal vivo
Michael Jackson interpretò la canzone dal vivo solo durante gli 82 concerti del suo HIStory World Tour 1996-1997 in una versione accorciata e con l'intro di She Drives Me Wild durante un medley con le canzoni Scream e They Don't Care About Us.

## Tracce

### Edizione originale (1992)
Vinile 7"
1. In the Closet (7" Edit) – 4:29
2. In the Closet (The Mission Radio Edit) – 4:28

CD maxi Regno Unito
1. In the Closet (7" Edit) – 4:29
2. In the Closet (Club Mix) – 7:53
3. In the Closet (The Underground Mix) – 5:32
4. In the Closet (Touch Me Dub) – 7:53
5. In the Closet (KI's 12") – 6:55
6. In the Closet (The Promise) – 7:18

CD maxi Stati Uniti
1. In the Closet (7" Edit) – 4:29
2. In the Closet (Radio Edit) – 4:16
3. In the Closet (Ki's 12") – 6:57
4. In the Closet (Freestyle Mix) – 6:26
5. In the Closet (The Newark Mix) – 6:56

Mixes Behind Door 1 CD maxi
1. In the Closet (Club Mix) – 8:03
2. In the Closet (The Underground Mix) – 5:40
3. In the Closet (Touch Me Dub) – 6:42
4. In the Closet (Ki's 12") – 7:15

Mixes Behind Door 2 - CD maxi
1. In the Closet (The Mission) – 9:27
2. In the Closet (Freestyle Mix) – 6:34
3. In the Closet (The Mix of Life) – 7:41
4. In the Closet (The Underground Dub) – 6:27

Mixes Behind Door 3 - CD maxi
1. In the Closet (Club Edit) – 4:11
2. In the Closet (The Newark Mix) – 7:09
3. In the Closet (The Promise) – 7:26
4. In the Closet (The Vow) – 4:53
5. Remember the Time (New Jack Jazz Mix) – 5:06

The Visionary Single (2006)
1. In the Closet (7" Edit) – 4:49
2. In the Closet (Club Mix) – 8:00
3. In the Closet (Video) – 6:12

### Versioni
1. In the Closet (Album Version) – 6:31
2. In the Closet (7" Edit) – 4:29
3. In the Closet (7" Edit 2006) – 4:49
4. In the Closet (Radio Edit) – 4:16
5. In the Closet (The Mission) – 9:27
6. In the Closet (The Mission Radio Edit) – 4:28
7. In the Closet (Club Mix) – 7:53
8. In the Closet (Club Edit) – 4:11
9. In the Closet (The Underground Mix) – 5:32
10. In the Closet (Touch Me Dub) – 7:53
11. In the Closet (Touch Me Dub Edited) – 6:42
12. In the Closet (KI's 12") – 6:55
13. In the Closet (The Promise) – 7:18
14. In the Closet (Freestyle Mix) – 6:26
15. In the Closet (The Newark Mix) – 6:56
16. In the Closet (The Mix of Life) – 7:41
17. In the Closet (The Underground Dub) – 6:27
18. In the Closet (The Vow) – 4:53

## Classifiche

### Classifiche settimanali
| Classifica (1992)              | Posizione massima |
| ------------------------------ | ----------------- |
| Australia                      | 5                 |
| Austria                        | 23                |
| Belgio (Fiandre)               | 14                |
| Canada                         | 16                |
| Europa                         | 11                |
| Finlandia                      | 5                 |
| Francia                        | 9                 |
| Germania                       | 15                |
| Grecia                         | 1                 |
| Irlanda                        | 4                 |
| Italia                         | 5                 |
| Norvegia                       | 10                |
| Nuova Zelanda                  | 5                 |
| Paesi Bassi                    | 9                 |
| Regno Unito                    | 8                 |
| Spagna                         | 9                 |
| Stati Uniti                    | 6                 |
| Stati Uniti (dance club)       | 1                 |
| Stati Uniti (dance/electronic) | 1                 |
| Stati Uniti (R&B)              | 1                 |
| Svezia                         | 29                |
| Svizzera                       | 25                |
| Classifica (2006)              | Posizione massima |
| Francia                        | 63                |
| Irlanda                        | 25                |
| Paesi Bassi                    | 36                |
| Regno Unito                    | 20                |
| Spagna                         | 2                 |

### Classifiche di fine anno
| Classifica (1992) | Posizione |
| ----------------- | --------- |
| Belgio (Fiandre)  | 99        |
| Germania          | 66        |
| Italia            | 30        |
| Stati Uniti       | 66        |